# Стефан (Цакироглу)
Архиепископ Стефан (греч. Αρχιεπίσκοπος Στέφανος, в миру Стилианос Цаки́роглу, греч. Στυλιανόν Τσακίρογλου; род. 1951, Афины, Греция) — епископ греческой старостильной юрисдикции ИПЦ Греции «матфеевцы»; с 23 ноября 2013 года — архиепископ Афинский и всей Эллады, Председатель «матфеевского» Синода ИПЦ Греции.

## Биография
Родился в 1951 году в Афинах, в благочестивой семье Иордана и Екатерины (в конце своей жизни, Екатерина, оставшись вдовой, постриглась в монахини); также два его родных брата и три сестры приняли монашество.
Получил образование в Афинах и, имея призвание к монашеству, в 1974 году поступил в монастырь Преображения Господня в Кувара Аттика под начало игумена монастыря (новохиротонисанного епископа Вресфенского Лазаря). Был пострижен в монашество с наречением имени Стефан.
В 1975 году архиепископом Афинским Андреем в Спасо-Преображенском монастыре был хиротонисан в иеродиакона, а в 1985 году им же — в сан иеромонаха.
22 января 1990 года, в неделю мытаря и фарисея, был избран игуменом Свято-Преображенского монастыря, в преемственность почившему епископу Вресфенскому Лазарю († 05.09.1989) и 10 февраля 1990 года приступил к обязанностям по управлению монастырём.
Служил на многих приходах в Элладе и заграницей. Участвовал в основных миссиях вместе с архиепископом Андреем.
4 мая 2012 года был избран Священным Синодом для поставления во епископа Вресфенского. Архиерейская хиротония состоялась 26 сентября (на рассвете, после всенощного бдения) в главном храме монастыря и была совершена Архиепископом Николаем.
14 октября 2012 года в кафедральном соборе Святой Троицы в г. Спарте состоялся чин интронизации.
23 ноября 2013 года на заседании Священного Синода ИПЦ Греции избран архиепископом Афинским.